# Residência Castor Delgado Perez
A Residência Castor Delgado Perez foi projetada pelo arquiteto brasileiro Rino Levi em 1958 e concluída no ano de 1959. Teve a colaboração dos arquitetos Luiz Roberto Carvalho Franco e Roberto Cerqueira César, o projeto paisagístico ficou a cargo de Roberto Burle Marx.
Após um período de fechamento, o ícone da arquitetura moderna paulista voltou a abrir em 2016 para abrigar a galeria de arte Luciana Brito.

## Tombamento
Foi inicialmente residência de Castor Delgado Perez e teve seu tombamento realizado pelo Conselho de Defesa do Patrimônio Histórico (condephaat) por meio da Resolução 14, de 08/04/2013, e pelo Conselho Municipal de Preservação do Patrimônio Histórico (CONPRESP) por meio da Resolução 24/17.

## Arquitetura
Dentre as características marcantes da obra, estão o grande caixote de concreto elevado sobre o muro para a frente da rua. A casa apresenta muitas áreas verdes integradas à área interna e externa. Os quartos se dispõem em volta do segundo pátio e o jardim é localizado aos fundos do lote. O pátio central é coberto por brises ortogonais que se relacionam metricamente com paredes de elementos vazados que separam transversalmente os jardins das circulações de serviço e íntima, definindo um envoltório reticulado. Os brises também são desenhados como extensão do plano de forro da sala, ao centro dos dois jardins, cujas portas de vidro se apoiam em vigas invertidas, determinando a continuidade visual entre sala e jardins.
A espacialidade foi pensada de forma a não criar limites espaciais entre o ambiente interior e o exterior. Isso também é observada nas alas íntima e de serviços, onde o pátio de serviço, na porção frontal do lote, se funde à garagem e é definido por uma parede de elementos vazados que sugere visualmente ser um outro volume. O pátio íntimo é definido pela disposição da ala íntima e do volume do salão de festas, assumindo uma configuração retangular. Este pátio é uma extensão dos quartos, cujas portas–janelas se abrem para uma pequena varanda, configurada como subtração no volume da ala, que faz a função de espaço de transição entre o interior e o exterior.